# Washington County (Virginie)
Washington County je okres amerického státu Virginie založený v roce 1776. Hlavním městem je Abingdon. Pojmenovaný je podle prvního amerického prezidenta George Washingtona. Žije zde přibližně 54 tisíc obyvatel.

## Geografie
Okres leží na jihozápadě Virginie u hranic Virginie s Tennessee.

## Sousední okresy
| Růžice kompasu | Russell County |                      | Smyth County        | Růžice kompasu |
| Růžice kompasu | Scott County   | Sever                | Grayson County      | Růžice kompasu |
| Růžice kompasu | Scott County   | Washington County    | Grayson County      | Růžice kompasu |
| Růžice kompasu | Scott County   | Jih                  | Grayson County      | Růžice kompasu |
| Růžice kompasu |                | Sullivan County (TN) | Johnson County (TN) | Růžice kompasu |